# گوی‌بلاغ بالا
گوی‌بلاغ بالا یکی از روستاهای استان آذربایجان شرقی ایران است که در دهستان اسپران بخش مرکزی شهرستان تبریز واقع شده‌است.

## جمعیت
بر اساس نتایج سرشماری سال ۱۳۹۵ منتشر شده در سایت مرکز آمار ایران، روستای گوی‌بلاغ بالا خالی از سکنه می‌باشد.